# Chiến tranh Kim–Tống (1217–1223)
Chiến tranh Kim–Tống (1217–1223) hay Kim quân tam đạo công Tống chi chiến (金军三道攻宋之战) là một loạt những cuộc giao tranh giữa quân đội hai nước Kim và Nam Tống kéo dài trong suốt sáu năm từ 1217 đến 1223, do nước Kim phát động, tấn công liên tục vào biên giới triều Tống ở Lưỡng Hoài. Quân Tống ra sức chống trả, giữ vững thế cầm cự và đẩy lui hầu hết các cuộc tiến công của quân Kim. Về sau khi Kim chủ Hoàn Nhan Tuân qua đời, lại thêm Mông Cổ uy hiếp từ phía bắc khiến triều Kim phải chủ động bãi binh, lập lại hòa bình vào năm 1223.

## Bối cảnh
Sau cuộc chiến tranh kéo dài hai năm từ 1206 đến 1208, hai nước Tống-Kim thiết lập lại hòa bình với bản Hòa ước Gia Định, tăng tiền triều cống lên 30 vạn, hai bên xưng nước bác nước cháu. Nhưng ngay sau đó, nước Kim chính thức bước sang thời kì rối loạn và suy yếu. Cuối năm 1208, Kim Chương Tông (1189 - 1208) mất không có con nối dõi, Hoàng thúc Vệ vương Hoàn Nhan Vĩnh Tế được nối ngôi. Kim chủ Vĩnh Tế bất tài vô dụng, không thể giữ được đất nước. Trong cung nước Kim khi đó có hai phi tần là Giả thị và Phạm thị đang mang thai cốt nhục của cố chủ Cảnh, Vĩnh Tế lo sợ đế vị lung lay nên cùng Bộc Tán Đoan tìm kế, rồi giả truyền di chiếu nói Giả thị sinh nở từ tháng 11 nhưng nay đã quá hạn, còn Phạm thị sinh vào tháng giêng mà nay ngự y chẩn đoán không thấy thai, hai người bị ép làm ni cô. Nguyên phi Lý thị vốn gần gũi với Giả thị, biết được mưu đồ đó. Vĩnh Tế liền giết chết Lý thị rồi bảo là lâm bệnh qua đời. Người nước Kim tỏ ra bất bình.
Đúng lúc đó nước Kim lại phát sinh họa ngoại xâm. Từ năm 1209, Thiết Mộc Chân (tức Thành Cát Tư Hãn của Mông Cổ) bắt đầu đem quân xâm lược nước Kim, nước Kim đã suy yếu nên thua hết trận này đến trận khác. Giữa lúc đó trong triều phát sinh nội biến. Năm 1213, tướng Hồ Sa Hổ oán hận vì bị bãi chức liền tập hợp quân mã xông vào cung giết Kim chủ Vĩnh Tế, đưa anh Chương Tông là Dực vương Hoàn Nhan Tuân nối ngôi, tức là Kim Tuyên Tông. Ít lâu sau tướng khác là Thuật Hổ Cao Kì bị Hồ Sa Hổ mắng tội vì thua trận trước Mông Cổ nên lại phát động chính biến giết Hồ Sa Hổ. Sau đó quân Mông Cổ lại đánh xuống phía nam. Kim chủ sai Hoàn Nhan Thừa Huy phải cắt đất nghị hòa với Mông Cổ; khi người Mông rút đi thì Kim chủ quyết định dời đô từ Yên Kinh về Biện Kinh(1214), để thái tử Hoàn Nhan Thủ Trung ở lại giữ Yên Kinh. Thiết Mộc Chân nghe Kim chủ dời đô lại đánh xuống phía nam. Kim chủ lo sợ vội triệu thái tử về nam, quân Kim ở Yên Kinh càng mất tinh thần, không sau chống nổi quân Mông. Tướng giữ thành Hoàn Nhan Thừa Huy uống rượu độc tự vẫn, Mục Diên Tận Trung bỏ chạy về nam. Tháng 5 ÂL năm 1215, Thiết Mộc Chân hạ được Yên Kinh, khống chế toàn bộ phía bắc sông Hoàng Hà. Nước Kim ngày càng suy yếu, không thể chống đỡ nổi quân Mông.
Sau khi dời đô, Tuyên Tông sai sứ đến Tống đốc thúc phần tiền thuế còn thiếu. Tống Ninh Tông cùng phụ thần bàn bạc song ý kiến không được thống nhất, một phía chủ hòa đề nghị tiếp tục nhân nhượng với Kim, phái chủ chiến yêu cầu không nên nộp thuế cho Kim nữa. Cuối cùng Ninh Tông nghe lời của Chân Đức Tú bỏ việc triều cống, nhưng vẫn giữ mối hữu hảo, sai sứ sang Kim chúc mừng ngày tết và ngày sinh nhật. Cũng trong năm 1214, Hạ chủ Lý Tuân Húc vì bị bất mãn với Kim nên đã sai sứ đến Tống bàn việc liên minh tấn công Trung Nguyên, Ninh Tông không nghe. Hình bộ thị lang Lưu Dược và các thái học sinh cũng đều hết mực can ngăn nhưng không được. Tháng 9 ÂL năm 1215, Chân Đức Tú lúc này được bổ nhiệm làm Giang Đông chuyển vận sứ dâng sớ nêu năm điều mà triều đình cần thực hiện để chấn hưng đất nước
1. Không được quên nỗi nhục của tổ tông
2. Không nên chủ quan với bọn giặc cướp trong nước
3. Không được quên việc tích cực phòng bị bọn Rợ ở phía bắc
4. Không nghe lời gièm pha, li gián
5. Không bỏ qua những lời hay

Ninh Tông khen ngợi là thẳng thắn nhưng vẫn không có hành động gì.

## Diễn biến

### Chiến sự Tương Dương và Tảo Dương
Vào tháng 2 năm 1217, đại thần nước Kim là Thuật Hổ Cao Kì, Vương Thế An dâng thư đề nghị Kim Tuyên Tông đánh Tống. Vua Kim nghe theo, bèn lấy Vương Thế An làm Hoài Nam chiêu phủ sứ, cùng Ô Cổ Luân Khánh Thọ, Hoàn Nhan Tát Bố cùng dẫn quân vượt Hoài Hà đánh xuống phía nam.
Quân Kim vượt sông Hoài, tiến chiếm bến Trung Trấn ở Quang châu, giết tướng Tống là Thịnh Doãn Thăng. Sau đó Ô Cổ Luân Khánh Thọ chia quân đánh sang Phàn Thành, vây khốn Tảo Dương, Quang Hóa quân, Hoàn Nhan A Lâm tiến quân vào Đại Tản quan rồi đánh các châu Hòa, Giai, Thành. Tống đình được tin, bèn cử Kinh Hồ chế trí sứ Triệu Phương cùng Giang Hoài chế trí sứ Lý Giác, Tứ Xuyên chế trí sứ Đồng Cư Nghị cùng nhau chống giặc. Triệu Phương nghe tin người Kim đánh tới Tương Dương liền nói với hai con là Triệu Phạm, Triệu Quỳ:
Triều đình cứ lúc đánh lúc hòa, bàn luận mãi cũng chẳng đi đến đâu. Nay quân giặc xâm phạm thì cha già đây phải quyết lấy cái chết để báo quốc.
Rồi sai Triệu Phạm, Triệu Quỳ đến Tương Dương truyền hịch đến các tướng Hỗ Tái Hưng, Trần Tường, Mạnh Tông Chính đưa quân cứu Tảo Dương, chia nhau giữ những nơi hiểm yếu làm thế ỷ giốc. Quân ở Tảo Dương,gặp người Kim đánh đuổi. Trần Tường, Mạnh Tông Chính dùng kế mai phục, giả vờ thua để nhử cho người Kim vào gần. Khi quân Kim hí hửng đuổi theo thì bỗng có tiếng pháo hiệu, quân Tống phục ở hai bên đường nhất tề xông ra, cùng với quân của Hỗ Tái Hưng cũng quay lại đánh. Quân Tống ba phía giáp công quân Kim, quân Kim thua chạy. Mạnh Tông Chính thừa thắng lập tức đưa quân đến cứu Tảo Dương. Quân Tống tiến nhanh như thần, bất ngờ tấn công vào trại Kim, quân Kim lại thua trận phải lui, Tông Chính được Triệu Phương bổ nhiệm làm tri Tảo Dương quân.
Cùng lúc đó, các tướng Kinh Hồ Vương Tân, Lưu Thế Hưng cũng đánh bại quân Kim ở Quang Sơn, Tùy châu khiến Kim phải rút về nước. Tháng 5 ÂL, Triệu Phương nhân vừa thắng trận, dâng biểu lên triều đình xin đánh Kim. Ninh Tông vào tháng 6 ÂL hạ chiếu kêu gọi quân dân ở Trung Nguyên đồng lòng nêu cao nghĩa khí, đánh đuổi bọn man rợ. Ứng Thuần Chi ở Sở châu nghe tin nước Kim bị Mông Cổ đánh bại nhiều lần cũng dâng sớ xin nhân cơ hội bắc phạt lấy lại Trung Nguyên, lại có các nhóm giặc cướp từ Kim là Lý Toàn đến quy thuận. Sử Di Viễn liền lấy việc thời Khai Hi mà can ngăn, bảo rằng không thể quá lộ liễu chiêu nạp kẻ trốn trách, nên Ninh Tông sai Thuần Chi hãy bí mật kết nạp bọn Lý Toàn, phong cho hiệu là Trung Nghĩa quân, cấp quân lương. Các đảng cướp bị Kim đánh bại cũng nhân đó quy phục triều Tống, như Mã Lương, Cao Lâm, Tống Đức Trân...
Giữa lúc đó, Hoàn Nhan Trại Bất lại đưa quân đánh Tảo Dương một lần nữa. Mạnh Tông Chính cho sửa thành, luyện quân chờ quân giặc kéo tới, lại hẹn Hỗ Tái Hưng hiệp trở bên ngoài. Hai quân giao chiến hơn 70 trận, kéo dài đến ba tháng vẫn bất phân thắng bại. Về sau Hứa Quốc ở Tùy châu đem quân ứng cứu, cùng Mạnh Tông Chính trong ngoài kẹp dánh khiến người Kim phải rút khỏi Tảo Dương. Tháng 10 ÂL năm 1217, Kim chủ lại muốn đánh xuống phía nam, hạ chiếu cho Tư Đỉnh đem quân từ ba lộ Tần, Củng, Phượng Tường nam phạt, công đánh Tứ Xuyên, phá Thiên Thủy quân. Sang năm 1218, Người Kim tiếp tục phá Bạch Hoàn bảo, Hoàng Ngưu bảo. Lưu Hùng cũng bỏ Đại Tản quan bỏ trốn về nam, quân Kim tiếp tục đánh chiếm Cách Nha quan, Phụ Giao bảo. An Bính ở Thiểm trước đã liên kết với người Hạ cùng chống Kim nhưng khi Kim tấn công thì quân Hạ không tới, nên gặp đại bại, tổn thất 5 vạn người. Lợi châu thống chế Vương Dật sai đó triệu tập quân lính và hơn 10 vạn người trung nghĩa cùng tiến đánh quân Kim, đoạt lại Đại Tản quan, Phụ Giao bảo, rồi tiến công Tần châu, đánh tới tận Cốc Khẩu mới chịu lui. Mấy ngày sau, quân Kim lại từ Trường An, Phượng Tường tấn công vào Tây châu, Hòa châu, Thành châu và Giới châu, các nơi này liên tục thất thủ, người Kim chiếm lại Đại Tản Quan, tiến tới Bạc Hà trì. Hưng Nguyên Đô thống chế Ngô Chính dẫn quân chiếm lại được Đại Tản quan, chém tướng bỏ trốn Vương Lập. Đến tháng 3 ÂL năm 1218, người Kim phải rút khỏi Tưu Trì bảo.

### Kim thái tử xuống miền nam
Tháng 9 ÂL, Lý Toàn còn phá được Mật châu và huyện Thọ Quang, Châu Bình, Lâm Cù, An Khâu thuộc lãnh thổ nước Kim. Lúc này ở phía bắc Mông Cổ lại tiến đánh nên Kim chủ có ý nghị hòa với Tống, sau Lã Tử Vũ đi sứ nhưng sau đó Tử Vũ giữa đường gặp quân Tống phải quay lại. Kim chủ sai thái tử Hoàn Nhan Thủ Tự làm Nguyên soái cùng Bộc Tán An Trinh làm Phó soái đánh xuống miền nam. Đầu năm 1219, quân Kim đánh vào các châu Tây, Hòa, Thành, Phượng và trại Hoàng Ngưu, lấy Vũ Hưu quan, phá phủ Hưng Nguyên, vây Đại An, tướng Tống Ngô Chính chết trận. Sau đó người Kim chiếm được Đại An tiến thẳng vào chiếm được Dương châu, Đổng Cư Nghị bỏ trốn. Đô thống chế Trương Uy sai tướng Thạch Tuyên đem quân ra chống, giành thắng lợi, giết hơn 3000 quân Kim, bắt sống tướng Kim Ba Đồ Lỗ An.
Tháng 7 ÂL năm 1219, Kim thái tử Thủ Tự sai Hoàn Nhan Ngoa vây dánh Tảo Dương. Mạnh Tông Chính chống trả quyết liệt, đồng thời sai người đến Tương Dương cầu viện. Triệu Phương nghe tin liền sai Hỗ Tái Hưng và Hứa Quốc đem hơn 3 vạn binh tiến đánh hai châu Đường, Đặng cả Kim để kéo quân Kim về cứu. Nhưng quân Kim không cứu Đường, Đặng mà vẫn tiếp tục đánh Tảo Dương. Triệu Phương sai Hứa Quốc lui về Tùy châu, cử Hỗ Tái Hưng, Triệu Phạm, Triệu Quỳ đến cứu Tảo Dương. Lúc đó Tảo Dương nguy cấp đã hơn 80 ngày thì gặp quân cứu viện đến. Mạnh Tông Chính từ trong xuất kích, cùng với quân tiếp ứng bên ngoài giao chiến với người Kim từ tối đến canh ba, giết chết hơn ba vạn quân Kim, Hoàn Nhan Ngoa phải một mình một ngựa bỏ chạy. Quân Tống thừa cơ truy đuổi đến trại Mã Đặng, thu hết quân dụng, lương thảo rồi đốt trại. Uy danh của Mạnh Tông Chính từ đó vang dội, người Kim gọi ông là Mạnh gia gia và không dám dòm ngó đến hai vùng Tương, Hán nữa.
Trong khi đó ở Hoài Tây, Tả nguyên soái nước Kim là Bộc Tán An Trinh và Tả đô giám Ngột Thạch Liệt Nha Ngô Đáp, phò mã Đồ Hải lại vây đánh An Phong quân cùng các châu Trừ, Hào, Quang, các đạo quân Kim khác cũng đánh vào Toàn Thúc, Thiên Trường, Lục Hợp, cả Hoài Nam chấn động. Giang Hoài chế trí sứ Lý Giác sai Trì châu đô thống chế Vũ Sư Đạo, Trung Nghĩa quân đô thống chế Trần Hiếu Trung đến cứu nhưng hai người cứ chần chừ không dám tiến. Sau đó An Trinh phân binh từ Quang châu đánh Ma Thành, từ Hào châu xâm Thạch Thích, từ Hu Dị lất Toàn Tiêu, Lai An, Thiên Trường, Lục Hợp. Dân chúng ở Hoài Nam lũ lượt kéo nhau vượt sông Trường Giang bỏ trốn, cả thành Kiến Khang chấn động. Lúc đó, Hoài Đông đề hình Giả Thiệp nắm quyền ở Sở châu, sai Trần Hiếu Trung cứu Từ châu, Hạ Toàn, Thời Thanh cứu Hào châu; Lý Tiên, Cát Bình, Dương Đức Quảng đến Từ Hào; Lý Toàn, Lý Phúc được lệnh chặn đường rút lui của người Kim. Lý Toàn tiến quân Qua Khẩu giao chiến với tướng Kim Ngột Thạch Liệt Nha Ngô Đáp ở Hóa Hồ bi. Quân Kim bị tổn thất 3000 người, mất kim bài, từ đó chúng phải rút lui khỏi các châu vừa chiếm. Thái tử Thủ Tự và đám tàn quan co giò chạy về miền bắc. Lý Toàn cho quân truy kích đến Tào Gia trang mới rút lui; rồi giả báo với Giả Thiệp rằng mình giết được Kim phò mã Đồ Hải nên được nhận chức Quảng châu quan sát sứ.
Ở đất Thục lúc này xảy ra nội loạn. Người lính ở Hưng Nguyên là Trương Phúc nổi dậy chống triều đình, cho quân của mình đội khăn đỏ Tháng 4 ÂL, Phúc cùng Mạc Giản đánh vào Lợi châu, Nhiếp Tử Thuật là người đứng đầu ở Tứ Xuyên lui về Kiếm Môn, kêu gọi Lễ tuyền quan sứ An Quý Trọng (con An Bính) làm tiết chế quân mã dẫn quân thảo tặc. Khi đó, Quý Trọng triệu Trương Uy ở Miện châu đến giúp. Lúc này Trương Phúc giết Tổng lĩnh tài phú Dương Cửu Đỉnh, cướp phá các châu Lãng, Quả, cả Tứ Xuyên chấn động. Triệu Phương và Ngụy Liễu Ông đều xin triều đình dùng lại An Bính. Có chiếu phong An Bính làm tri Hưng Nguyên phủ, An phủ sứ Lợi châu, đoạt quan chức của Đổng Cư Nghị. Tháng 6 ÂL, Trương Phúc đem binh đánh Toại Ninh, Phổ châu, đóng quân Minh Sơn. An Bính ở Quả châu đến Toại Ninh, điều động binh chặn ở các ngả đường rồi vây đánh Minh Sơn, cùng lúc có Trương Uy dẫn binh tới giúp. Trương Phúc cùng đường phải xin hàng, An Bính cho chém làm hiệu cùng với hơn 300 tên rồi về Lợi châu, Tứ Xuyên được bình định.

### Triệu Phương chia quân đánh Kim
Triệu Phương tuy đã phá tan quân Kim nhưng đoán biết chúng sẽ đến báo thù nên quyết định thừa thế tấn công trước. Đầu năm 1220, Phương sai Hỗ Tái Hưng, Hứa Quốc đem sáu vạn binh mã, phân tam lộ tiến đánh nước Kim, mục tiêu là hai châu Đường, Đặng. Trước lúc ra quân Triệu Phương dặn hai tướng
Không vào sâu, không đánh thành, cốt lần này là đốt phá thôn trang, cướp lương thảo, phá hủy cơ hở để diệt sinh lực địch.
Hai tướng Tống tiến quân vào Đường, Đặng, nhưng do người Kim có phòng bị nên quân Tống chỉ có thể cướp bóc dọc đường rồi rút lui. Người Kim cho quân đuổi theo tới Phàn Thành, Triệu Phương đưa quân chặn đánh và đẩy lui địch. Lúc đó Mạnh Tông Chính cũng đánh bại quân Kim ở Hồ Dương, cướp 1000 hộ ở Kim. Sau đó Hứa Quốc cũng bộ tướng Da Luật Quân đánh bại quân Kim ở Bắc Dương, giết tướng Kim Lý Đề Không. Hỗ Tái Hưng đánh bại người Kim ở thành Cao Đầu, tướng Trương Lâm dẫn quân lấy được Thương châu, An Bính liên kết với người Hạ lấy được Hải châu, Trình Tín lại định ước với người Hạ đánh Tần châu nhưng người Hạ không đến.
Lý Toàn lúc này được phong Quảng châu quan sát sứ đã tỏ ra kiêu ngạo, khinh thường triều đình. Trước Toàn gièm pha Trung Nghĩa phó đô thống Lý Tiên với Giả Thiệp khiến Tiên bị giết. Bộ hạ của Tiên tôn Thạch Khuê lên thay, Giả Thiệp buộc phải công nhận. Lý Toàn không chịu muốn giết cả Thạch Khuê. Khuê sợ liền nhân lúc tướng Mông Mộc Hoa Lê tiến đánh tới tận Tế Nam của Tống, Thạch Khuê dẫn người đầu hàng. Lý Toàn lấy cớ Thạch Khuê phản bội mà đem quân đánh, Thạch Khuê chạy sang Mông Cổ. Lý Toàn thừa thắng chiêu hàng tướng Kim là Trương Lâm ở Ích Đô, thu lại được các châu Thanh, Xương, Mật, Đăng, Thái, Lôi, Tân, Đại và đất Tế Nam, lại còn chiếm được Tứ châu, Đông Bình của Kim (1222). Triều Tống phong hắn làm Bảo Ninh quân tiết độ sứ kiêm Kinh Đông, Hà Bắc trấn phủ phó sứ. Về sau Lý Toàn lại bất hòa với Trương Lâm, Trương Lâm sợ Toàn hãm hại nên đem những châu vừa chiếm dâng cho người Mông, được Mộc Hoa Lê phong làm Hành Sơn đông lộ đô nguyên soái sự, nhưng bị anh Toàn là Lý Phúc đánh đuổi.

### Thời Toàn thua trận
Năm 1221 tháng 2 ÂL, Bộc Tán An Trinh đem quân từ Tức châu đóng Thất Lý trấn, đánh bại quân Tống ở Tịnh Cư Sơn và Bảo Sơn Tự. Quân Tống lui về giữ Hoàng Thổ Quan và cố thủ ở đó. An Trinh chia quân thành hai tiến đánh vào quan, đánh bại quân Tống rồi tiến sang Mai Lâm quan, phá Ma Thành, vây Hoàng châu, phân binh phá các huyện, lại sai biệt tướng đánh Hán Dương quân. Tri Hoàng châu Hà Đại Tiết tự vẫn. Nhưng lúc này Lý Toàn cũng đánh vào Tứ châu của Kim, Ngột Thạch Liệt Ước Hách Đức đem quân đến cứu, Toàn bỏ chạy, nhưng Hách Đức chỉ tiến được tới Phúc Qua khẩu thì hết lương phải lui. Bộc Tán An Trinh đánh tiếp Kì châu, tri châu Lý Thành tự tử. Tuy nhiên sau đó quân Kim rút về, Hỗ Tái Hưng cho đuổi theo truy kích và đánh tan chúng ở trấn Thiên Trường, khi chuẩn bị vượt Hoài về nước cũng bị Lý Toàn truy kích đánh bại.
Tháng 4 ÂL năm 1222, Tuyên Tông vừa nghe tin Triệu Phương, An Bính qua đời liền sai Hoàn Nhan Ngoa là Hành Nguyên soái phủ sự, Tiết chế tam lộ quân mã, Đồng Thiêm thư Xu mật viện sự Thời Toàn làm phó cùng dẫn quân đánh Tống, vượt sông từ Dĩnh Thọ, đánh bại quân Tống ở Cao Kiều rồi đánh sang Cố Thủy, phá Hỗ châu, tướng Tống Tiêu Tư Trung gửi thư về triều cầu cứu. Nhưng về sau được lại sợ Tống Mông hai phía kẹp đánh sẽ bất lợi nên Hoàn Nhan Ngoa quyết định rút quân. Khi quân Kim chuẩn bị vượt Hoài trở về thì có lệnh từ Kim chủ bảo lưu quân ở Hoài Nam, lệnh mỗi người phải cắt 3 thạch lúa mạch của Tống làm quân lương, nên ba ngày sau quân Kim vẫn chưa vượt sông. Hoàn Nhan Ngoa nói với Thời Toàn
Lúc này nước cạn mà không chịu qua sông, đến khi nước lên thì khó vượt, quân Tống đuổi tới thì chết cả lũ.
Thời Toàn không nghe. Đêm hôm đó trời mưa to, nước sông dâng cơ, Hoàn Nhan Ngoa cho bắt cầu phao và làm thuyền để nhanh chóng vượt sông nhưng đã không kịp. Từ đâu bỗng vang tiếng pháo hiệu, chiêng trống nổi lên và quân Tống kéo tới. Thời Toàn quyết định lên thuyền chạy trước, bỏ mặt tướng sĩ muốn làm gì thì làm. Bộ binh Kim chưa kịp vượt sông, cầu lại bị gãy nên quân Kim nhanh chóng bại trận, nhiều người bị giết. Hoàn Nhan Ngoa đổ hết tội lỗi cho Thời Toàn khiến Toàn bị giết. Kim chủ từ đó cũng không dám tiến xuống phía nam nữa.

## Chiến tranh kết thúc
Cuối năm 1223, Kim Tuyên Tông qua đời, thái tử Hoàn Nhan Thủ Tự nối ngôi giữa lúc Hà Bắc đã rơi sạch vào tay người Mông. Vua mới Kim Ai Tông sợ việc ba phía đều có địch (Mông-Tống-Hạ) nên quyết định bãi binh với Tống và Hạ, thiết lập lại hòa nghị, hai bên giảng hòa với nhau nhưng không rõ nội dung hòa ước. Mặc dù sau đó hai nước không giao chiến thêm một trận lớn nào nữa đến năm 1233 nhưng xung đột vẫn âm ỉ với việc tướng Tống là Lý Toàn chia quân đánh Kim và sau còn đầu hàng Mông Cổ chiếm giữ bờ nam sông Hoài, còn Kim thì tiếp nhận các tướng Nam Tống đầu hàng và phong tước cho họ. Về sau năm 1233, Mông Cổ lấy được Biện Kinh, vua Kim phải chạy về Thái châu thì Tống liên kết với Mông Cổ cùng tấn công vào sào huyệt cuối cùng này, diệt hẳn nước Kim.